# Heilig-Geist-Kapelle (Papenburg-Bokel)

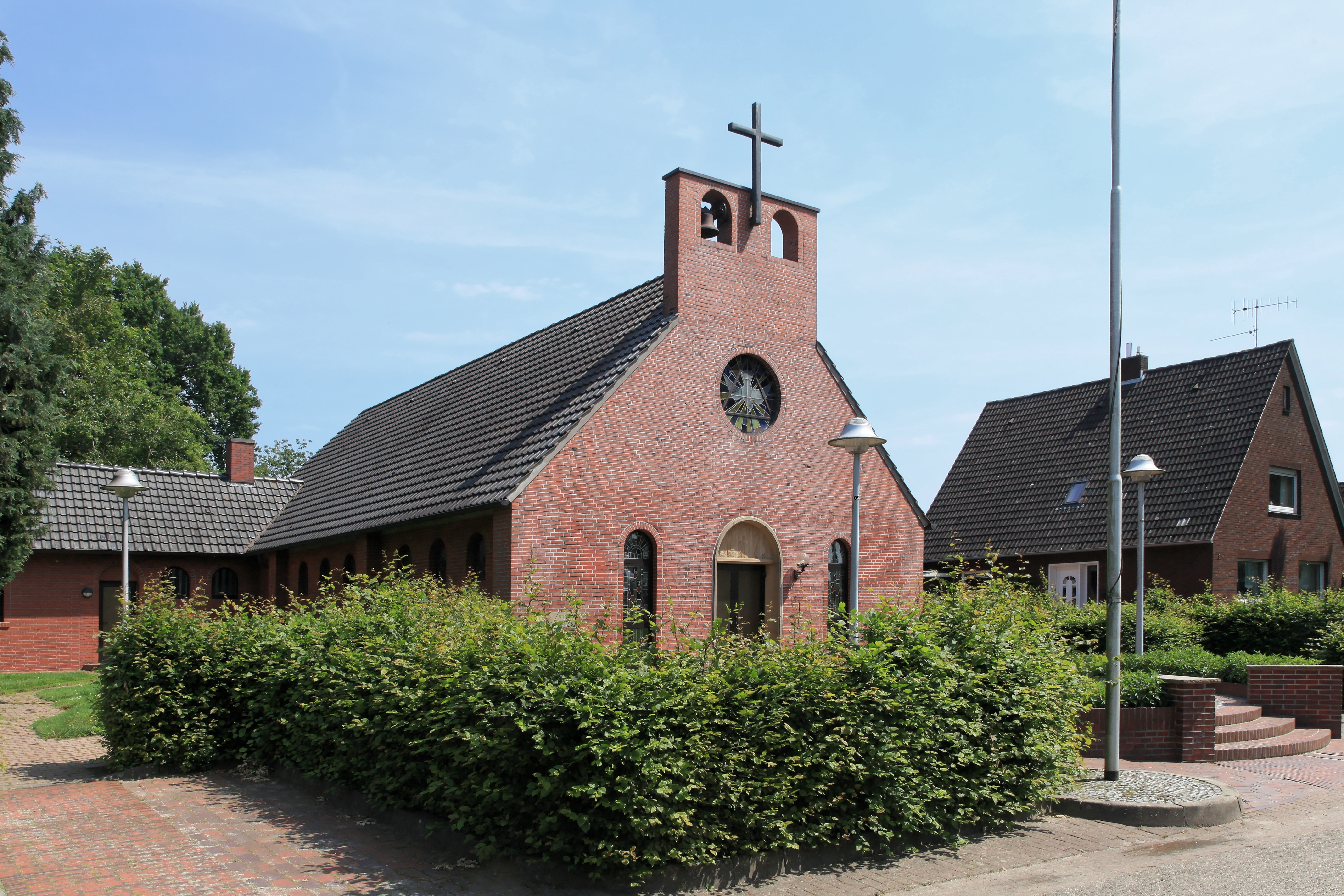
Heilig-Geist-Kapelle

Die Heilig-Geist-Kapelle ist eine Außenstelle der Pfarrkirche St. Antonius in Papenburg. Sie wurde 1962 durch Architekt H. Tönjes aus Bremen erbaut.
Das Gotteshaus ist eine Saalkirche, die aus roten Backsteinen gemauert ist. Ihr ist eine Sakristei angesetzt. Die Frontseite der Kapelle besitzt einen breit-rechteckigen Giebel mit zwei Rundbogenöffnungen. In einer Öffnung hängt eine Glocke.